# Batalla del Hidaspes
La batalla del Hidaspes (conocido así por los griegos) fue una batalla librada por Alejandro Magno el año 326 a. C. contra Poros (Pururava o Purushotthama en sánscrito), el rey de Paura (reino ubicado en Punyab, hoy parte de Pakistán, véase Panyab pakistaní), cerca del río Vitastā (desde el siglo XVII nombrado como río Jhelum, y llamado "Hydaspes" por los antiguos griegos), tributario del río Indo. La batalla tuvo lugar en el margen oriental del río, cerca de Bhera, Pakistán.
Esta fue la última gran batalla campal librada por Alejandro: aunque victorioso, el ejército macedonio, exhausto, se amotinó, negándose a avanzar más hacia el interior de India. Fue la primera vez desde la batalla de Gaugamela, cinco años antes, que el ejército de Alejandro se enfrentó a elefantes de guerra. El rey Poros y sus hombres presentaron una resistencia tan fiera contra el invasor macedonio que se ganaron el respeto y la admiración del propio Alejandro.

## Preludio
Después de que Alejandro venciera a los últimos vestigios del Imperio Aqueménida liderados por Besos y Espitamenes en el 328 a. C., inició una nueva campaña para extender aún más su imperio hacia India en el 327 a. C. Algunos académicos estiman la fuerza de invasión en unos 120 000 hombres, mientras que otros hablan de 41 000 o 46 000.
La fuerza principal se dirigió al actual Pakistán a través del paso de Khyber, mientras una fuerza menor bajo el mando personal de Alejandro se dirigió por la ruta del norte, tomando por el camino una fortaleza en Aornos (el actual Pir-Sar, en Pakistán). A principios de la primavera del año siguiente, reagrupó ambas fuerzas y se alió con Taxiles (en realidad Ambhi, rey de Taxila), para enfrentarse contra su vecino el rey de Paura, Poros, que decidió plantar cara a Alejandro. El ejército del macedonio era mucho más numeroso, pero Poros tenía un as en la manga: dos centenares de elefantes de guerra, cuya presencia amenazaba con volver inútil la caballería griega debido al miedo que causaban los paquidermos a sus monturas. Ambas fuerzas se encontraron a orillas del Vitastā; los griegos en la orilla occidental, los indios en la oriental.

## La batalla
Poros, que había llegado antes a su orilla del río Vitastā, se situó frente al ejército de Alejandro y se preparó para rechazar cualquier intento de cruce. La corriente era fuerte debido a las lluvias monzónicas, y el cauce profundo, por lo que cualquier intento de cruzar por la fuerza provocaría enormes bajas. Consciente de ello, Alejandro se esforzó por encontrar un vado alternativo, y pasó las dos semanas siguientes desplazando a sus tropas arriba y abajo por la orilla, con el ejército de Poros siguiéndole sin perderle nunca de vista.

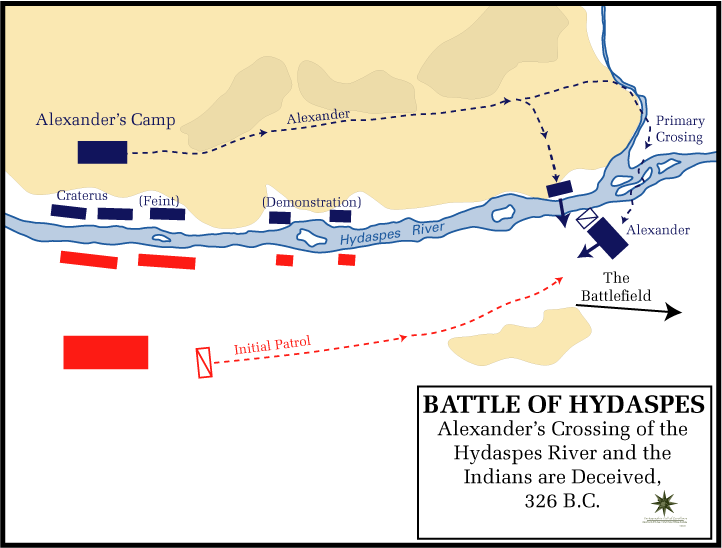
Cruce del Vitastā ("Hydaspes") por Alejandro; puede apreciarse cómo su punto de cruce principal coincidió inadvertidamente con una isla, lo que le obligó a cruzar dos veces la corriente.

Tras las continuas fintas y contrafintas, localizó un buen lugar para cruzar, a unos 30 km río arriba de su campamento. Esa misma noche trasladó en secreto a ese punto una parte sustancial de sus fuerzas, incluyendo casi toda la caballería, con la intención de hacerla cruzar en secreto y sin oposición (se habla de unos 10 000 infantes y 5000 jinetes). El contingente principal quedó al mando de Crátero, con instrucciones de cruzar el río tan pronto como no hubiera elefantes oponiéndose y Poros estuviera enfrentándose a Alejandro con la mayor parte de sus tropas. Entonces el ejército indio sería atrapado por un clásico movimiento de pinza de ambas fuerzas.
El cruce resultó más difícil de lo esperado. Para sorpresa de los griegos, lo que creían ser la orilla resultó ser una isla con un canal detrás. No obstante, toda la fuerza logró cruzar antes del alba y descansar un poco antes de marchar sobre el campamento de Poros, quien aún no sabía nada del vadeo. El rey indio despertó para encontrarse con que una fuerza indeterminada de griegos había cruzado el río Vitastā durante la noche y se dirigía hacia su posición. 
Convencido de que se trataba de una maniobra de distracción, mandó un pequeño contingente de caballería y carros dirigido por su propio hijo (quien probablemente se llamaba también Poros). Sin embargo, esta pequeña fuerza resultó aniquilada por los griegos, y el hijo del rey cayó en combate. Al recibir las noticias, Poros decidió enfrentarse a Alejandro con el grueso de sus tropas y dejar un pequeño destacamento frente al grueso del ejército macedonio liderado por Crátero, a fin de impedir su cruce.

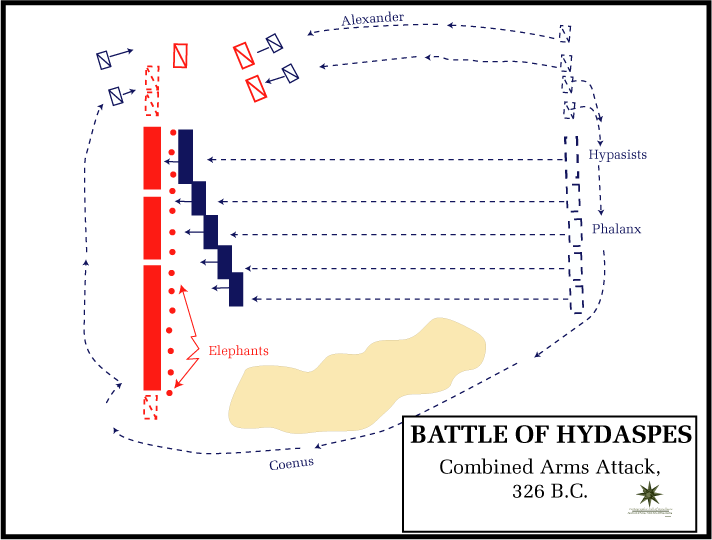
Ataque combinado de la caballería y la infantería macedonias contra el centro y el flanco izquierdo indios. La destrucción total de la caballería india, sorprendida en el centro y superada ampliamente a la izquierda, decidió el resultado de la batalla.

Los elefantes de Poros suponían un grave problema para Alejandro. El éxito del macedonio en sus batallas se debía mayormente a su habilidad para crear huecos en las líneas enemigas a través de los que poder cargar con los Hetairoi; esa fue la táctica que le ganó las aplastantes victorias de Issos y Gaugamela. Sin embargo, los elefantes sembraban el pánico en los caballos. El simple olor de los paquidermos los volvía totalmente ingobernables. Y Poros había desplegado a sus elefantes formando una línea compacta enfrente de su infantería, con la caballería dividida por igual en ambos flancos. Cargar contra la infantería en esas condiciones era imposible para la caballería macedonia, ya que la línea de elefantes era, a todos los efectos, tan impenetrable para ella como un muro de piedra.
Alejandro, situado a la derecha de la línea macedónica y decidido a no desperdiciar su caballería contra los elefantes de Poros, ordenó a un contingente de arqueros montados que disparase sobre la caballería del flanco izquierdo indio, y lanzó una carga contra la misma inmediatamente después. Sin embargo, Alejandro no había llevado consigo a toda su caballería. Antes del asalto separó una gran unidad al mando de Ceno, con órdenes de volver grupas y pasar, ocultándose, por detrás de la falange macedonia, con el fin de atacar por sorpresa el flanco derecho indio. Esta maniobra, que resultaría crucial para el resultado de la batalla, logró pasar totalmente inadvertida a las fuerzas indias.
Como era de esperar, la caballería india del ala derecha empezó a dirigirse de inmediato en auxilio de sus fuerzas en el otro flanco, cruzando el aún vacío campo de batalla por delante de sus propias líneas en un intento de atacar a la caballería liderada por Alejandro por su desguarnecido flanco derecho y cortarle la ruta de regreso a sus propias líneas. pero su movimiento se vio interrumpido nada más empezar por el ataque por sorpresa de Ceno, que asaltándola desde el flanco izquierdo macedónico cogió al ala derecha india prácticamente por la espalda. Pronto quedó desbaratada y huyendo directamente hacia sus líneas, mientras Ceno y sus fuerzas, prosiguiendo su avance, campaban a sus anchas por la retaguardia india.
El ala derecha india se mezcló en su huida con la línea de elefantes, provocando un enorme caos en sus propias filas. Ese fue el momento en que Alejandro ordenó a la falange iniciar su avance. Hasta el momento había logrado aplastar a la caballería india mientras al mismo tiempo mantenía la propia lejos de los dañinos elefantes. La infantería macedonia, libre de la amenaza de la caballería enemiga, resistió una carga de los elefantes y logró ponerlos en fuga, aunque a costa de muchas bajas. En su huida, los animales aplastaban indiscriminadamente tanto a amigos como a enemigos, aumentando la confusión y facilitando el avance de la falange que les pisaba los talones. Crátero había iniciado el cruce del río, y aunque la fuerza principal apenas intervino, la batalla acabó con una rendición en masa del ejército indio, totalmente rodeado.

## Consecuencias

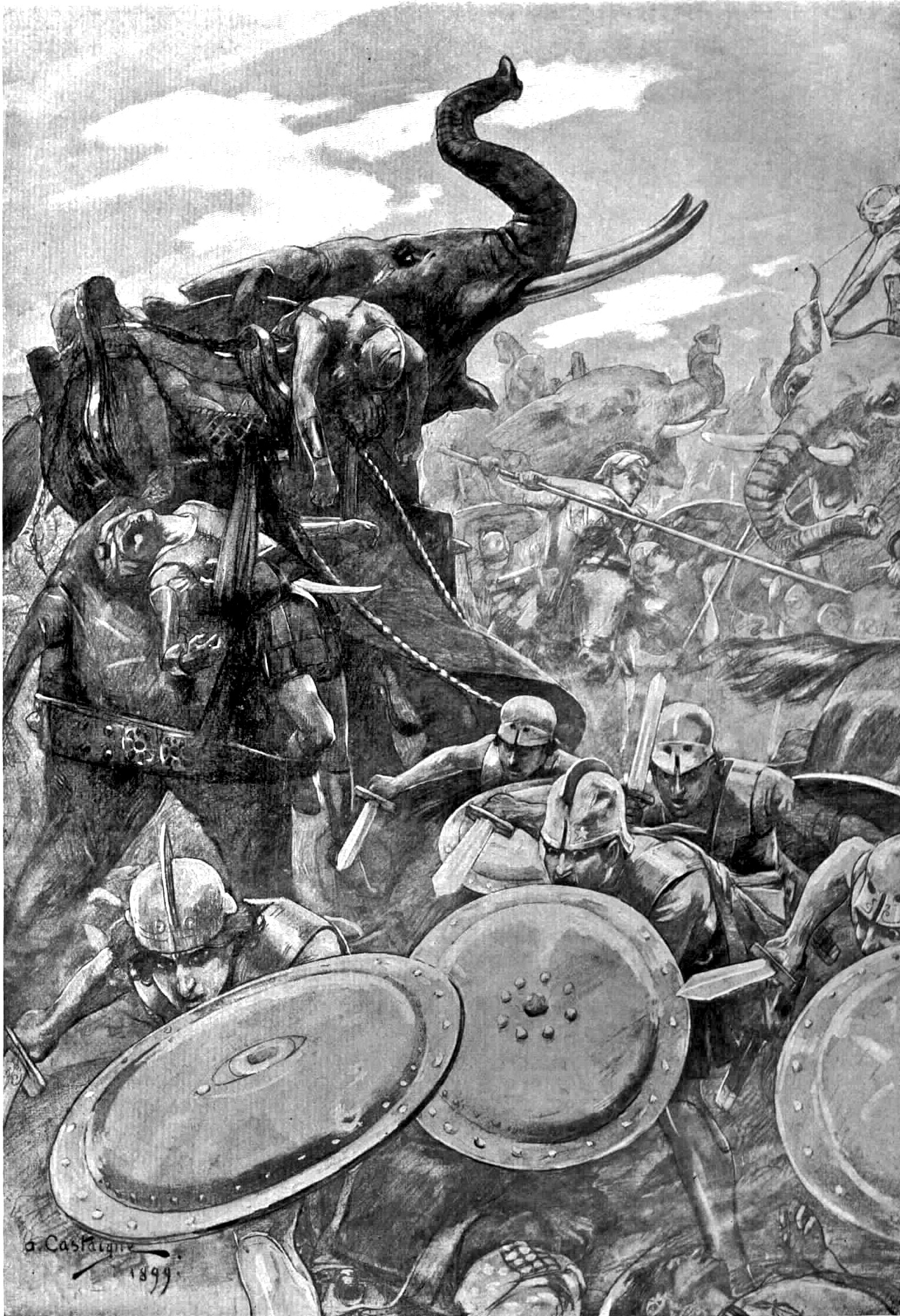
La falange atacando el centro durante la batalla del Hidaspes (André Castaigne, h. 1898).

Con casi ocho horas de duración, fue una batalla muy larga para los estándares de la antigüedad, y sin duda resultó tremendamente sangrienta. Poros impresionó profundamente a Alejandro por su valor y capacidad, hasta el punto de que le perdonó la vida y le permitió seguir gobernando en su nombre: tras encontrarle en pie erguido, a pesar de haber sido herido en el hombro, con casi dos metros de altura, le preguntó cómo deseaba ser tratado. Poros le respondió: "Trátame, oh Alejandro, como a un rey".
Las bajas entre la caballería griega, unos 280 hombres, fueron muy inferiores a las sufridas por la infantería (principalmente la falange), con cerca de 4000 muertos y unos 12 000 heridos. La enorme matanza se produjo principalmente como resultado de la carga de los elefantes de Poros, que pudieron ser puestos en fuga a costa de enormes sacrificios. No era la primera vez que persas o macedonios veían elefantes de guerra; de hecho, Darío usó 15 de ellos en Gaugamela, aunque no parece que tuvieran un gran efecto en la batalla. Sin embargo, parece muy probable que junto al río Vitastā sea la primera vez que tuvieran que ver y sufrir los efectos de una carga masiva de elefantes. El combate contra una línea de elefantes a plena carga tenía sin duda un tremendo impacto psicológico en la unidad atacada, de modo que el hecho de que lograran finalmente ponerlos en fuga es un tremendo testimonio de la disciplina y habilidad de las falanges macedónicas. El ejército de Poros sufrió unos 12 000 muertos y cerca de 9000 hombres fueron capturados.
La victoria de Alejandro es fácilmente atribuible a dos hechos: el exitoso cruce por sorpresa del río Jhelum (en esa época río Vitastā) con una fuerza suficiente, y el impulso de última hora de ordenar a Ceno dar la vuelta en secreto y atacar por el otro flanco, tras ver el despliegue indio. Mirando la batalla y su resultado con la perspectiva que da la historia, lo cierto es que Alejandro logró su victoria más costosa en una batalla contra un enemigo muy inferior en número que le infligió una enorme cantidad de bajas, y marcó el fin de sus campañas de conquista hacia el este. Tras la batalla, los oficiales de Alejandro se opusieron fuertemente a la intención de su jefe de proseguir hacia el este, alegando que el ejército estaba exhausto y empezaba a desmoralizarse por llevar más de ocho años en campaña. A esto se sumaba el temor a verse forzados a enfrentarse de nuevo con una unidad india de elefantes en tan gran número.
A regañadientes, y tras muchas discusiones, Alejandro ordenó, unas semanas después, el regreso hacia Babilonia, aunque no sin antes fundar dos nuevas ciudades: Alejandría Nicea (o Nikaia, literalmente Ciudad de la Victoria), en el lugar de la batalla, y Alejandría Bucéfala (frente a la actual Jhelum) en la orilla opuesta, esta última en honor de su querido caballo Bucéfalo, que resultó muerto tras la batalla.
Durante los últimos años han surgido algunas voces discrepantes con el resultado comúnmente atribuido a la batalla, por parte principalmente de historiadores indios, que argumentan (con mayor o menor intensidad) que Alejandro realmente fue derrotado por Poros, siendo esa derrota la razón real para su regreso hacia Babilonia. Semejante interpretación choca no solo con los historiadores clásicos (aunque se ha argumentado que, como occidentales, son pro-alejandrinos), sino también con la fundación de las ciudades mencionadas.
En cualquier caso, la batalla, ganada o perdida, supuso el fin de la expansión de Alejandro hacia el este, al punto en que sus tropas se negaron a seguir avanzando.

### Modernas
- Fuller, John. The Generalship of Alexander the Great. New Jersey: De Capo Press, 1960.
- Green, Peter. Alexander of Macedon: A Historical Biography, 1974.
- Manav Guha (2005). Porus and Alexander: The Battle of the Jhelum 327-326 BC. Orders of Battle. General Data LLC.
- Harbottle, Thomas Benfield (1906). Dictionary of Battles. New York.
- Rogers, Guy (2004). Alexander: The Ambiguity of Greatness. New York: Random House.
- Warry, John (1991). Alexander 334-323 BC: Conquest of the Persian Empire. Oxford: Osprey Publishing. ISBN 978-1-85532-110-6.
- Welman, Nick. Battles (Major) y Army. Fontys University.

### Antiguas
- Diodoro Sículo (90-30 a. C.). Bibliotheca Histórica.
- Quinto Curcio Rufo (60-70). Historiae Alexandri Magni.
- Plutarco (75). The Life of Alexander the Great (en inglés), Vidas paralelas.
- Epítome de Metz.